# Варена (Литва)
Варена або Орани (лит. Varena, пол. Orany, рос. Ораны) - місто в південній частині Литви, адміністративний центр Варенського району.
Назва походить від річки, поруч із якою розташоване місто.

## Географія
Розташоване на річці Варене (лит. Varene), за 81 км від Вільнюса.

## Населення
| Динаміка населення з 1923 по 2011 |      |          |          |      |          |          |          |          |
| 1923пер.                          | 1939 | 1959пер. | 1970пер. | 1976 | 1979пер. | 1989пер. | 2001пер. | 2011пер. |
| 400                               | 1800 | 2401     | 4478     | 7100 | 8015     | 12 291   | 10 845   | 9240     |
| Гістограма динаміки населення     |      |          |          |      |          |          |          |          |

## Герб
Герб Варени створений Республіканською геральдичною комісією в 1969, зображує золоту бджолу на синьому щиті. В 1970 був, як і герби інших литовських міст, заборонений з ініціативи другого секретаря ЦК КПЛ В. І. Харазова і відновлений в 1994.

## Відомі люди
У Варене 10 (22) вересня 1875 народився відомий литовський художник і композитор Мікалоюс Константінас Чюрльоніс.